# Ana Rita Esgário
Ana Rita Esgário (Conceição do Castelo, 26 de julho de 1958) é uma assistente social e política brasileira.

## Biografia
Natural do Espírito Santo, Ana formou-se em Serviço Social pela Universidade Federal do Espírito Santo em 1982. Cinco anos depois, em 1987,  filiou-se ao PT.
A trajetória política da assistente social se iniciou em 1992, quando se elegeu vereadora de Vila Velha, sendo reeleita nos anos 2000.
Em 2006, foi primeira suplente do senador eleito pelo Espírito Santo, Renato Casagrande, que renunciou ao mandato de senador em 2010, após a vitória nas eleições para o governo do estado. Diante disso, Ana Rita assumiu a posse do cargo como senadora em 1 de janeiro de 2011, para completar a prerrogativa até 31 de janeiro de 2015.
Durante o mandato como senadora, Ana fez parte da bancada feminina, que ocupa 12 cadeiras no senado, ao lado de mais duas colegas petistas, Gleisi Hoffman e Marta Suplicy. Além disso, tornou-se presidente da Comissão de Direitos Humanos do Senado durante o biênio 2012-2014, sendo a primeira mulher a ocupar este papel. Ana também foi relatora da Comissão Parlamentar Mista de Inquérito (CPMI) que investigou a violência contra a mulher no Brasil em 2012.